# Droga magistralna A1 (Łotwa)
Droga magistralna A1 (łot. Autoceļš A1) – łotewska droga magistralna o długości 101,7 km. Zaczyna się w Baltezers pod Rygą na węźle z drogami A2 i A4 i prowadzi na północ wzdłuż zatoki Ryskiej do granicy w Ainaži, gdzie łączy się z estońską drogą nr 4 w kierunku Tallinna.
A1 jest częścią trasy europejskiej E67 oraz transeuropejskiej sieci transportowej (TEN-T), a także Via Baltica z Estonii do Polski. W latach 2003–2007 została gruntownie wyremontowana. W ramach prac wybudowano m.in. obwodnicę Saulkrasti, a odcinek w Rygi do Salacgrīvy został całkowicie przebudowany i poszerzony.